# 31. National Hockey League All-Star Game
Das 31. National Hockey League All-Star Game wurde am 24. Januar 1978 in Buffalo, New York ausgetragen. Die Gastgeber des Spieles waren zum ersten Mal die Buffalo Sabres.
An der Veranstaltung, die im Buffalo Memorial Auditorium stattfand, nahmen die besten Spieler der National Hockey League teil. Die Teams waren nach den beiden Conferences der NHL getrennt. Im Stadion waren 16.433 Zuschauer, die zusammen für Einnahmen in Höhe von 118.601 US-Dollar sorgten.

## Mannschaften
| #           | Land                                           | Spieler            | Pos.             | Team                  |
| Torhüter    |                                                |                    |                  |                       |
| 31          | Kanada                                         | Billy Smith        | Billy Smith      | New York Islanders    |
| 35          | Kanada                                         | Wayne Stephenson   | Wayne Stephenson | Philadelphia Flyers   |
| Verteidiger |                                                |                    |                  |                       |
| 2           | Kanada                                         | Bob Dailey         | Bob Dailey       | Philadelphia Flyers   |
| 3           | Kanada                                         | Tom Bladon         | Tom Bladon       | Philadelphia Flyers   |
| 4           | Kanada                                         | Carol Vadnais      | Carol Vadnais    | New York Rangers      |
| 5           | Kanada                                         | Denis Potvin       | Denis Potvin     | New York Islanders    |
| 6           | Kanada                                         | Barry Beck         | Barry Beck       | Colorado Rockies      |
| 20          | Kanada                                         | Jimmy Watson       | Jimmy Watson     | Philadelphia Flyers   |
| Angreifer   |                                                |                    |                  |                       |
| 7           | Kanada                                         | Bill Barber        | LW               | Philadelphia Flyers   |
| 8           | Kanada                                         | Wilf Paiement      | RW               | Colorado Rockies      |
| 9           | Kanada                                         | Clark Gillies      | LW               | New York Islanders    |
| 10          | Kanada                                         | Bill Clement       | C                | Atlanta Flames        |
| 11          | Kanada                                         | Dennis Ververgaert | RW               | Vancouver Canucks     |
| 12          | Jugoslawien Sozialistische Föderative Republik | Ivan Boldirev      | C                | Chicago Black Hawks   |
| 16          | Kanada                                         | Bobby Clarke       | C                | Philadelphia Flyers   |
| 17          | Kanada                                         | Garry Unger        | C                | St. Louis Blues       |
| 19          | Kanada                                         | Bryan Trottier     | C                | New York Islanders    |
| 21          | Schweden                                       | Roland Eriksson    | C                | Minnesota North Stars |
| 22          | Kanada                                         | Mike Bossy         | RW               | New York Islanders    |
| 77          | Kanada                                         | Phil Esposito      | C                | New York Rangers      |

| #           | Land               | Spieler           | Pos.            | Team                |
| Torhüter    |                    |                   |                 |                     |
| 29          | Kanada             | Ken Dryden        | Ken Dryden      | Montréal Canadiens  |
| 1           | Kanada             | Rogatien Vachon   | Rogatien Vachon | Los Angeles Kings   |
| Verteidiger |                    |                   |                 |                     |
| 18          | Kanada             | Serge Savard      | Serge Savard    | Montréal Canadiens  |
| 19          | Kanada             | Larry Robinson    | Larry Robinson  | Montréal Canadiens  |
| 21          | Schweden           | Börje Salming     | Börje Salming   | Toronto Maple Leafs |
| 22          | Kanada             | Brad Park         | Brad Park       | Boston Bruins       |
| 28          | Vereinigte Staaten | Reed Larson       | Reed Larson     | Detroit Red Wings   |
| Angreifer   |                    |                   |                 |                     |
| 6           | Kanada             | Jean Pronovost    | RW              | Pittsburgh Penguins |
| 7           | Kanada             | Rick Martin       | LW              | Buffalo Sabres      |
| 8           | Kanada             | Steve Shutt       | LW              | Montréal Canadiens  |
| 9           | Kanada             | Lanny McDonald    | RW              | Toronto Maple Leafs |
| 10          | Kanada             | Guy Lafleur       | RW              | Montréal Canadiens  |
| 11          | Kanada             | Gilbert Perreault | C               | Buffalo Sabres      |
| 12          | Kanada             | Bob Sirois        | RW              | Washington Capitals |
| 14          | Kanada             | Yvan Cournoyer    | RW              | Montréal Canadiens  |
| 16          | Kanada             | Marcel Dionne     | C               | Los Angeles Kings   |
| 20          | Kanada             | Dennis Maruk      | LW              | Cleveland Barons    |
| 23          | Kanada             | Bob Gainey        | LW              | Montréal Canadiens  |
| 24          | Kanada             | Terry O’Reilly    | RW              | Boston Bruins       |
| 27          | Kanada             | Darryl Sittler    | C               | Toronto Maple Leafs |

## Spielverlauf

### Campbell Conference All-Stars 2 – 3 Wales Conference All-Stars
All-Star Game MVP: Billy Smith (kein Gegentor)
| Team       | Zeit  | Stand | Torschütze        | Vorlagengeber  | Vorlagengeber  |
| 1. Drittel |       |       |                   |                |                |
|            | 1:25  | 1–0   | Bill Barber       |                |                |
|            | 12:12 | 2–0   | Denis Potvin      | Bobby Clarke   |                |
| 2. Drittel |       |       |                   |                |                |
|            | 39:32 | 2–1   | Darryl Sittler    | Larry Robinson | Brad Park      |
| 3. Drittel |       |       |                   |                |                |
|            | 58:21 | 2–2   | Rick Martin       | Marcel Dionne  | Terry O’Reilly |
| Overtime   |       |       |                   |                |                |
|            | 63:55 | 2–3   | Gilbert Perreault | Steve Shutt    | Börje Salming  |